# Olümposz

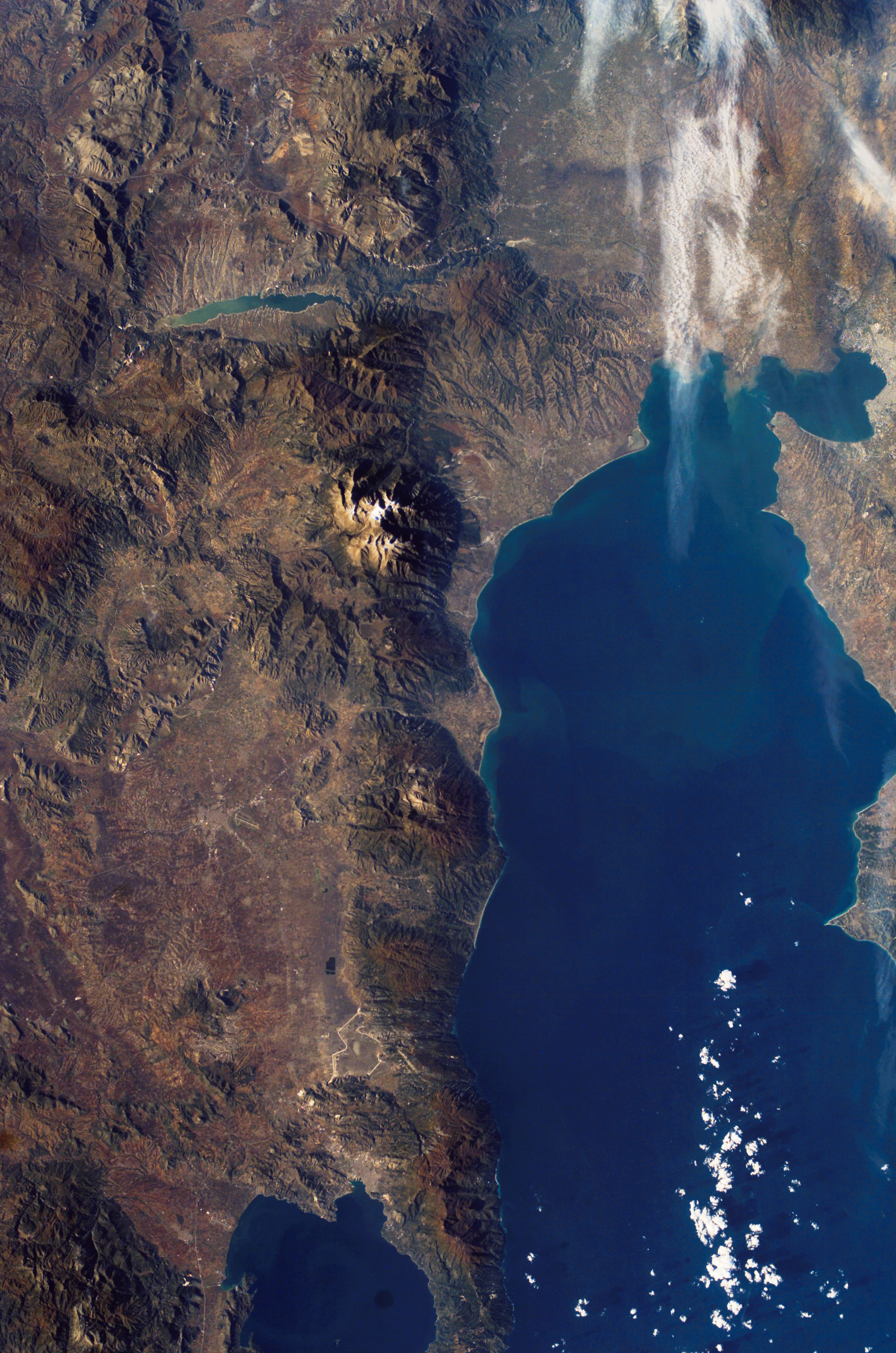
Az Olümposz hegység

Az Olümposz Görögország legmagasabb hegysége, amely az ország  északi részén, Thesszália és Makedónia határán emelkedik. 2918,8 méteres magasságával Hellász legmagasabb hegye, és egyike Európa legmagasabb csúcsainak is.

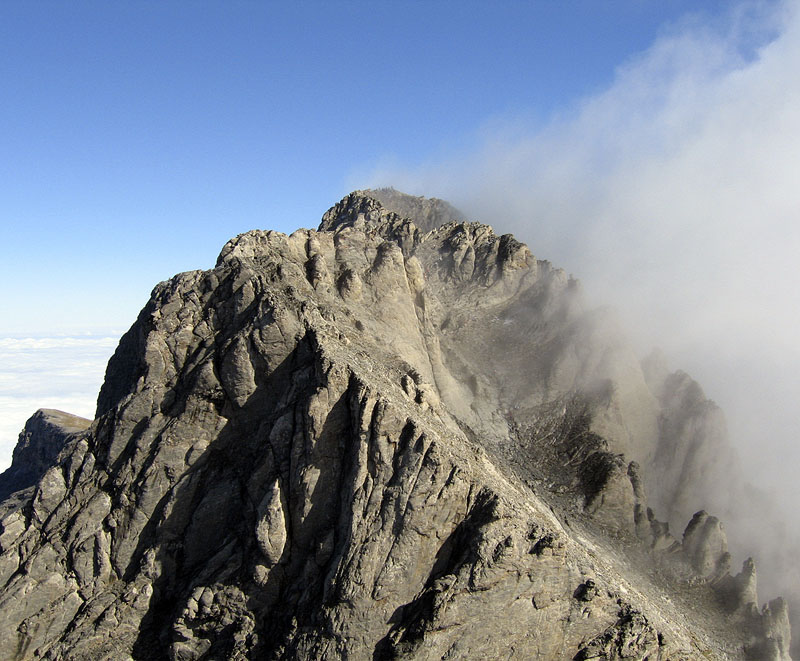
Mítikasz-csúcs

Az Olümposz hegy viszonylag kis kiterjedésű, de szemet gyönyörködtetően változatos táj. Növény- és állatvilága rendkívül gazdag, számos egyedi, csak ezen a területen honos élőlényt találunk; ma természetvédelmi terület. A hegy legmagasabb pontja a Mítikasz-csúcs, jelentése „orom”. Az Olümposzon találjuk Görögország második legmagasabb csúcsát is, a 2911 méteres Szkoliót, és a 2909 méteres Sztefánit (ez más néven Zeusz trónja). Az ide látogató turisták vagy hegymászók a hegy lábánál fekvő Litochoróból, azaz az Istenek városából indulhatnak a fenséges csúcsok meghódítására.
Ezeken kívül még négy 2700 méter feletti csúcsa van: Szkala (2866), Ajosz Antonisz (2815), Profitisz Iliasz (2803), Tumba (2785).
A görög mitológia szerint itt, az Olümposz legtetején van az istenek örök lakhelye. A havas hegygerincen, felhőktől koszorúzva állt a görög pantheon isteneinek – a tizenkét olümposzi istennek – a kristálypalotája, melyben Zeusz uralkodott. A görög mondavilág szerint Gaia gyermekei, a titánok is az Olümposzon éltek, és Kronosz, a legfiatalabb és leghatalmasabb titán trónusa is az Olümposz volt.
Etimológiáját tekintve az „Olümposz” szó jelentése ismeretlen, feltételezhetően pre-indo-európai eredetű.